# Olympische Winterspiele 2018/Ski Alpin – Mannschaftswettbewerb
Der erstmals bei Olympischen Winterspielen ausgetragene Mannschaftswettbewerb im alpinen Skisport fand am 24. Februar 2018 im Yongpyong Alpine Centre in Pyeongchang statt. Die Goldmedaille gewann das Team der Schweiz, vor Österreich und Norwegen.

## Regeln
Das Rennen wurde in Form eines Parallel-Slaloms (mit Riesenslalom-Toren) ausgetragen. Jedes Team stellte je zwei Athleten und Athletinnen; es bestand auch die Möglichkeit, zwei Reserveläufer einzusetzen. Bei jedem Duell zwischen zwei Teams gab es vier Läufe, wobei der Gewinner eines Laufes einen Punkt für sein Team errang. Der erste und dritte Lauf waren jeweils Frau gegen Frau, der zweite und vierte Lauf jeweils Mann gegen Mann. Falls nach vier Läufen das Ergebnis 2:2 lautete, entschied die Addition der Laufzeiten des besseren Mannes und der besseren Frau eines Teams.
Die Begegnungen im Achtelfinale wurden entsprechend dem Stand in der Nationenwertung des Alpinen Skiweltcups unmittelbar vor Beginn der Olympischen Winterspiele festgelegt. Somit war z. B. Österreich als Nr. 1 gesetzt, die Schweiz als Nr. 2 usw.

## Endergebnis
| Rang | Land               | Athleten |
| ---- | ------------------ | --- |
| 1    | Schweiz            | Luca Aerni, Denise Feierabend, Wendy Holdener, Daniel Yule, Ramon Zenhäusern                                                 |
| 2    | Österreich         | Stephanie Brunner, Manuel Feller, Katharina Gallhuber, Katharina Liensberger, Michael Matt, Marco Schwarz                    |
| 3    | Norwegen           | Sebastian Foss Solevåg, Nina Haver-Løseth, Kristin Lysdahl, Leif Kristian Nestvold-Haugen, Jonathan Nordbotten, Maren Skjøld |
| 4    | Frankreich         | Adeline Baud-Mugnier, Julien Lizeroux, Clément Noël, Nastasia Noens, Alexis Pinturault, Tessa Worley                         |
| 5    | Deutschland        | Fritz Dopfer, Lena Dürr, Alexander Schmid, Linus Straßer, Marina Wallner                                                     |
| 5    | Großbritannien     | Charlie Guest, Dave Ryding, Laurie Taylor, Alex Tilley                                                                       |
| 5    | Italien            | Federica Brignone, Chiara Costazza, Irene Curtoni, Stefano Gross, Riccardo Tonetti, Alex Vinatzer                            |
| 5    | Schweden           | Frida Hansdotter, Mattias Hargin, Kristoffer Jakobsen, André Myhrer, Anna Swenn-Larsson, Emelie Wikström                     |
| 9    | Kanada             | Candace Crawford, Erin Mielzynski, Laurence St-Germain, Phil Brown, Trevor Philp, Erik Read                                  |
| 9    | OAR                | Alexander Choroschilow, Iwan Kusnezow, Anastassija Silantjewa, Jekaterina Tkatschenko                                        |
| 9    | Slowakei           | Matej Falat, Soňa Moravčíková, Veronika Velez-Zuzulová, Petra Vlhová, Adam Žampa, Andreas Žampa                              |
| 9    | Slowenien          | Ana Bucik, Maruša Ferk, Štefan Hadalin, Žan Kranjec, Tina Robnik                                                             |
| 9    | Südkorea           | Gim So-hui, Jung Dong-hyun, Kang Young-seo, Kim Dong-woo                                                                     |
| 9    | Tschechien         | Ondřej Berndt, Gabriela Capová, Martina Dubovská, Filip Forejtek, Kateřina Pauláthová, Jan Zabystřan                         |
| 9    | Ungarn             | Szonja Hozmann, Márton Kékesi, Mariann Maróthy, Dalibor Šamšal                                                               |
| 9    | Vereinigte Staaten | David Chodounsky, Mark Engel, Tricia Mangan, Megan McJames, Alice Merryweather, Nolan Kasper                                 |

Kursiv geschriebene Teilnehmer blieben ohne Einsatz, erhielten aber ebenfalls eine Medaille.

## Raster
|  | Achtelfinale | Achtelfinale   | Achtelfinale |            |                    | Viertelfinale     | Viertelfinale     | Viertelfinale     |   |  | Halbfinale | Halbfinale | Halbfinale |  |  | Finale | Finale | Finale |
|  |              |                |              |            |                    |                   |                   |                   |   |  |            |            |            |  |  |        |        |        |
|  | 1            | Österreich     | 4            |            |                    |                   |                   |                   |   |  |            |            |            |  |  |        |        |        |
|  | 16           | Südkorea       | 0            |            |                    |                   |                   |                   |   |  |            |            |            |  |  |        |        |        |
|  | 16           | Südkorea       | 0            | 1          | Österreich         | 4                 |                   |                   |   |  |            |            |            |  |  |        |        |        |
|  |              |                |              | 1          | Österreich         | 4                 |                   |                   |   |  |            |            |            |  |  |        |        |        |
|  |              |                | 8            | Schweden   | 0                  |                   |                   |                   |   |  |            |            |            |  |  |        |        |        |
|  | 8            | Schweden       | 8            | Schweden   | 0                  | 3                 |                   |                   |   |  |            |            |            |  |  |        |        |        |
|  | 8            | Schweden       |              |            |                    | 3                 |                   |                   |   |  |            |            |            |  |  |        |        |        |
|  | 9            | Slowenien      | 1            |            |                    |                   |                   |                   |   |  |            |            |            |  |  |        |        |        |
|  | 9            | Slowenien      | 1            | 1          | Österreich         | 3                 |                   |                   |   |  |            |            |            |  |  |        |        |        |
|  |              |                |              | 1          | Österreich         | 3                 |                   |                   |   |  |            |            |            |  |  |        |        |        |
|  |              | 4              | Norwegen     | 1          |                    |                   |                   |                   |   |  |            |            |            |  |  |        |        |        |
|  | 5            | 4              | Norwegen     | 1          | Vereinigte Staaten | 2                 |                   |                   |   |  |            |            |            |  |  |        |        |        |
|  | 5            |                |              |            | Vereinigte Staaten | 2                 |                   |                   |   |  |            |            |            |  |  |        |        |        |
|  | 12           | Großbritannien | 2            |            |                    |                   |                   |                   |   |  |            |            |            |  |  |        |        |        |
|  | 12           | Großbritannien | 2            | 12         | Großbritannien     | 2                 |                   |                   |   |  |            |            |            |  |  |        |        |        |
|  |              |                |              | 12         | Großbritannien     | 2                 |                   |                   |   |  |            |            |            |  |  |        |        |        |
|  |              |                | 4            | Norwegen   | 2                  |                   |                   |                   |   |  |            |            |            |  |  |        |        |        |
|  | 4            | Norwegen       | 4            | Norwegen   | 2                  | 4                 |                   |                   |   |  |            |            |            |  |  |        |        |        |
|  | 4            | Norwegen       |              |            |                    |                   |                   |                   |   |  |            |            |            |  |  |        |        |        |
|  | 13           | OAR            | 0            |            |                    |                   |                   |                   |   |  |            |            |            |  |  |        |        |        |
|  | 13           | OAR            | 0            | 1          | Österreich         | 1                 |                   |                   |   |  |            |            |            |  |  |        |        |        |
|  |              |                |              |            |                    |                   |                   |                   |   |  |            |            |            |  |  |        |        |        |
|  |              | 2              | Schweiz      | 3          |                    |                   |                   |                   |   |  |            |            |            |  |  |        |        |        |
|  | 3            | 2              | Schweiz      | 3          | Italien            | 3                 |                   |                   |   |  |            |            |            |  |  |        |        |        |
|  | 3            |                |              |            | Italien            | 3                 |                   |                   |   |  |            |            |            |  |  |        |        |        |
|  | 14           | Tschechien     | 1            |            |                    |                   |                   |                   |   |  |            |            |            |  |  |        |        |        |
|  | 14           | Tschechien     | 1            | 3          | Italien            | 1                 |                   |                   |   |  |            |            |            |  |  |        |        |        |
|  |              |                |              | 3          | Italien            | 1                 |                   |                   |   |  |            |            |            |  |  |        |        |        |
|  |              |                | 6            | Frankreich | 3                  |                   |                   |                   |   |  |            |            |            |  |  |        |        |        |
|  | 6            | Frankreich     | 6            | Frankreich | 3                  | 2                 |                   |                   |   |  |            |            |            |  |  |        |        |        |
|  | 6            | Frankreich     |              |            |                    | 2                 |                   |                   |   |  |            |            |            |  |  |        |        |        |
|  | 11           | Kanada         | 2            |            |                    |                   |                   |                   |   |  |            |            |            |  |  |        |        |        |
|  | 11           | Kanada         | 2            | 6          | Frankreich         | 1                 |                   |                   |   |  |            |            |            |  |  |        |        |        |
|  |              |                |              | 6          | Frankreich         | 1                 |                   |                   |   |  |            |            |            |  |  |        |        |        |
|  |              | 2              | Schweiz      | 3          |                    |                   |                   |                   |   |  |            |            |            |  |  |        |        |        |
|  | 7            | 2              | Schweiz      | 3          | Deutschland        | 2                 |                   |                   |   |  |            |            |            |  |  |        |        |        |
|  | 7            |                |              |            |                    |                   |                   |                   |   |  |            |            |            |  |  |        |        |        |
|  | 10           | Slowakei       | 2            |            |                    | Rennen um Platz 3 | Rennen um Platz 3 | Rennen um Platz 3 |   |  |            |            |            |  |  |        |        |        |
|  | 10           | Slowakei       | 2            | 7          | Deutschland        | Rennen um Platz 3 | Rennen um Platz 3 | Rennen um Platz 3 | 2 |  |            |            |            |  |  |        |        |        |
|  |              |                |              | 7          | Deutschland        | 4                 | Norwegen          | 2                 | 2 |  |            |            |            |  |  |        |        |        |
|  |              |                | 2            | Schweiz    | 2                  | 4                 | Norwegen          | 2                 |   |  |            |            |            |  |  |        |        |        |
|  | 2            | Schweiz        | 2            | Schweiz    | 2                  | 4                 | 6                 | Frankreich        | 2 |  |            |            |            |  |  |        |        |        |
|  | 2            | Schweiz        |              |            |                    |                   |                   | Frankreich        | 2 |  |            |            |            |  |  |        |        |        |
|  | 15           | Ungarn         | 0            |            |                    |                   |                   |                   |   |  |            |            |            |  |  |        |        |        |

## Detailergebnisse

### Achtelfinale
| Österreich – Südkorea | Österreich – Südkorea | Österreich – Südkorea | Österreich – Südkorea | Österreich – Südkorea | Österreich – Südkorea |
| #                     | Österreich            | Zeit (s)              | Südkorea              | Zeit (s)              | Punkte                |
| --------------------- | --------------------- | --------------------- | --------------------- | --------------------- | --------------------- |
| 1                     | Katharina Liensberger | 21,49                 | Kang Young-seo        | +0,53                 | 1:0                   |
| 2                     | Michael Matt          | 19,96                 | Kim Dong-woo          | +1,49                 | 2:0                   |
| 3                     | Katharina Gallhuber   | 21,63                 | Gim So-hui            | +1,09                 | 3:0                   |
| 4                     | Marco Schwarz         | 19,86                 | Jung Dong-hyun        | +0,77                 | 4:0                   |

| Schweden – Slowenien | Schweden – Slowenien | Schweden – Slowenien | Schweden – Slowenien | Schweden – Slowenien | Schweden – Slowenien |
| #                    | Schweden             | Zeit (s)             | Slowenien            | Zeit (s)             | Punkte               |
| -------------------- | -------------------- | -------------------- | -------------------- | -------------------- | -------------------- |
| 1                    | Anna Swenn-Larsson   | DNF                  | Tina Robnik          | 21,23                | 0:1                  |
| 2                    | André Myhrer         | 19,71                | Žan Kranjec          | DNF                  | 1:1                  |
| 3                    | Frida Hansdotter     | 21,30                | Ana Bucik            | +0,11                | 2:1                  |
| 4                    | Mattias Hargin       | 19,99                | Štefan Hadalin       | +0,07                | 3:1                  |

| USA – Großbritannien | USA – Großbritannien | USA – Großbritannien | USA – Großbritannien | USA – Großbritannien | USA – Großbritannien |
| #                    | Vereinigte Staaten   | Zeit (s)             | Großbritannien       | Zeit (s)             | Punkte               |
| -------------------- | -------------------- | -------------------- | -------------------- | -------------------- | -------------------- |
| 1                    | Megan McJames        | 21,54                | Charlie Guest        | +0,03                | 1:0                  |
| 2                    | Nolan Kasper         | +0,18                | Dave Ryding          | 20,18                | 1:1                  |
| 3                    | Tricia Mangan        | +0,06                | Alex Tilley          | 21,53                | 1:2                  |
| 4                    | David Chodounsky     | 20,69                | Laurie Taylor        | +0,36                | 2:2                  |

Großbritannien aufgrund der besseren Laufzeiten (41,71 s zu 41,90 s) im Viertelfinale.
| Norwegen – Olympische Athleten aus Russland | Norwegen – Olympische Athleten aus Russland | Norwegen – Olympische Athleten aus Russland | Norwegen – Olympische Athleten aus Russland | Norwegen – Olympische Athleten aus Russland | Norwegen – Olympische Athleten aus Russland |
| #                                           | Norwegen                                    | Zeit (s)                                    | OAR                                         | Zeit (s)                                    | Punkte                                      |
| ------------------------------------------- | ------------------------------------------- | ------------------------------------------- | ------------------------------------------- | ------------------------------------------- | ------------------------------------------- |
| 1                                           | Nina Haver-Løseth                           | 21,07                                       | Anastassija Silantjewa                      | +0,52                                       | 1:0                                         |
| 2                                           | Sebastian Foss Solevåg                      | 20,05                                       | Iwan Kusnezow                               | +2,03                                       | 2:0                                         |
| 3                                           | Kristin Lysdahl                             | 21,50                                       | Jekaterina Tkatschenko                      | DNF                                         | 3:0                                         |
| 4                                           | L. K. Nestvold-Haugen                       | 19,55                                       | Alexander Choroschilow                      | +0,91                                       | 4:0                                         |

| Italien – Tschechien | Italien – Tschechien | Italien – Tschechien | Italien – Tschechien | Italien – Tschechien | Italien – Tschechien |
| #                    | Italien              | Zeit (s)             | Tschechien           | Zeit (s)             | Punkte               |
| -------------------- | -------------------- | -------------------- | -------------------- | -------------------- | -------------------- |
| 1                    | Irene Curtoni        | 21,58                | Gabriela Capová      | +0,18                | 1:0                  |
| 2                    | Riccardo Tonetti     | 20,18                | Ondřej Berndt        | DNF                  | 2:0                  |
| 3                    | Chiara Costazza      | +0,22                | Martina Dubovská     | 21,76                | 2:1                  |
| 4                    | Alex Vinatzer        | 19,52                | Filip Forejtek       | DNF                  | 3:1                  |

| Frankreich – Kanada | Frankreich – Kanada  | Frankreich – Kanada | Frankreich – Kanada | Frankreich – Kanada | Frankreich – Kanada |
| #                   | Frankreich           | Zeit (s)            | Kanada              | Zeit (s)            | Punkte              |
| ------------------- | -------------------- | ------------------- | ------------------- | ------------------- | ------------------- |
| 1                   | Adeline Baud-Mugnier | +0,18               | Laurence St-Germain | 21,39               | 0:1                 |
| 2                   | Clément Noël         | 19,56               | Phil Brown          | DNF                 | 1:1                 |
| 3                   | Tessa Worley         | +0,73               | Erin Mielzynski     | 21,10               | 1:2                 |
| 4                   | Alexis Pinturault    | 19,93               | Trevor Philp        | +0,13               | 2:2                 |

Frankreich aufgrund der besseren Laufzeiten (41,13 s zu 41,17 s) im Viertelfinale.
| Deutschland – Slowakei | Deutschland – Slowakei | Deutschland – Slowakei | Deutschland – Slowakei  | Deutschland – Slowakei | Deutschland – Slowakei |
| #                      | Deutschland            | Zeit (s)               | Slowakei                | Zeit (s)               | Punkte                 |
| ---------------------- | ---------------------- | ---------------------- | ----------------------- | ---------------------- | ---------------------- |
| 1                      | Marina Wallner         | +0,02                  | Petra Vlhová            | 21,23                  | 0:1                    |
| 2                      | Alexander Schmid       | DNF                    | Adam Žampa              | 20,46                  | 0:2                    |
| 3                      | Lena Dürr              | 21,17                  | Veronika Velez-Zuzulová | +0,59                  | 1:2                    |
| 4                      | Linus Straßer          | 19,81                  | Andreas Žampa           | +0,87                  | 2:2                    |

Deutschland aufgrund der besseren Laufzeiten (40,98 s zu 41,69 s) im Viertelfinale.
| Schweiz – Ungarn | Schweiz – Ungarn  | Schweiz – Ungarn | Schweiz – Ungarn | Schweiz – Ungarn | Schweiz – Ungarn |
| #                | Schweiz           | Zeit (s)         | Ungarn           | Zeit (s)         | Punkte           |
| ---------------- | ----------------- | ---------------- | ---------------- | ---------------- | ---------------- |
| 1                | Denise Feierabend | 21,67            | Szonja Hozmann   | +1,27            | 1:0              |
| 2                | Ramon Zenhäusern  | 19,94            | Dalibor Šamšal   | +1,42            | 2:0              |
| 3                | Wendy Holdener    | 21,06            | Mariann Maróthy  | +2,98            | 3:0              |
| 4                | Daniel Yule       | 20,21            | Márton Kékesi    | +1,16            | 4:0              |

### Viertelfinale
| Österreich – Schweden | Österreich – Schweden | Österreich – Schweden | Österreich – Schweden | Österreich – Schweden | Österreich – Schweden |
| #                     | Österreich            | Zeit (s)              | Schweden              | Zeit (s)              | Punkte                |
| --------------------- | --------------------- | --------------------- | --------------------- | --------------------- | --------------------- |
| 1                     | Katharina Liensberger | 21,21                 | Frida Hansdotter      | +0,03                 | 1:0                   |
| 2                     | Michael Matt          | 19,23                 | Mattias Hargin        | +0,33                 | 2:0                   |
| 3                     | Katharina Gallhuber   | 21,04                 | Anna Swenn-Larsson    | +0,21                 | 3:0                   |
| 4                     | Manuel Feller         | 20,66                 | André Myhrer          | DNF                   | 4:0                   |

| Großbritannien – Norwegen | Großbritannien – Norwegen | Großbritannien – Norwegen | Großbritannien – Norwegen | Großbritannien – Norwegen | Großbritannien – Norwegen |
| #                         | Großbritannien            | Zeit (s)                  | Norwegen                  | Zeit (s)                  | Punkte                    |
| ------------------------- | ------------------------- | ------------------------- | ------------------------- | ------------------------- | ------------------------- |
| 1                         | Alex Tilley               | 21,41                     | Kristin Lysdahl           | +0,16                     | 1:0                       |
| 2                         | Laurie Taylor             | +0,62                     | L. K. Nestvold-Haugen     | 19,91                     | 1:1                       |
| 3                         | Charlie Guest             | +0,61                     | Nina Haver-Løseth         | 21,27                     | 1:2                       |
| 4                         | Dave Ryding               | 19,98                     | Sebastian Foss Solevåg    | +0,56                     | 2:2                       |

Norwegen aufgrund der besseren Laufzeiten (41,18 s zu 41,39 s) im Halbfinale.
| Italien – Frankreich | Italien – Frankreich | Italien – Frankreich | Italien – Frankreich | Italien – Frankreich | Italien – Frankreich |
| #                    | Italien              | Zeit (s)             | Frankreich           | Zeit (s)             | Punkte               |
| -------------------- | -------------------- | -------------------- | -------------------- | -------------------- | -------------------- |
| 1                    | Irene Curtoni        | +0,25                | Tessa Worley         | 21,34                | 0:1                  |
| 2                    | Alex Vinatzer        | 19,56                | Alexis Pinturault    | +0,29                | 1:1                  |
| 3                    | Chiara Costazza      | +0,69                | Adeline Baud-Mugnier | 21,24                | 1:2                  |
| 4                    | Riccardo Tonetti     | DNF                  | Clément Noël         | 19,53                | 1:3                  |

| Deutschland – Schweiz | Deutschland – Schweiz | Deutschland – Schweiz | Deutschland – Schweiz | Deutschland – Schweiz | Deutschland – Schweiz |
| #                     | Deutschland           | Zeit (s)              | Schweiz               | Zeit (s)              | Punkte                |
| --------------------- | --------------------- | --------------------- | --------------------- | --------------------- | --------------------- |
| 1                     | Marina Wallner        | 21,65                 | Denise Feierabend     | +2,15                 | 1:0                   |
| 2                     | Alexander Schmid      | +0,81                 | Ramon Zenhäusern      | 19,33                 | 1:1                   |
| 3                     | Lena Dürr             | +0,17                 | Wendy Holdener        | 21,14                 | 1:2                   |
| 4                     | Linus Straßer         | 19,56                 | Daniel Yule           | +0,16                 | 2:2                   |

Die Schweiz aufgrund der besseren Laufzeiten (40,47 s zu 40,87 s) im Halbfinale.

### Halbfinale
| Österreich – Norwegen | Österreich – Norwegen | Österreich – Norwegen | Österreich – Norwegen  | Österreich – Norwegen | Österreich – Norwegen |
| #                     | Österreich            | Zeit (s)              | Norwegen               | Zeit (s)              | Punkte                |
| --------------------- | --------------------- | --------------------- | ---------------------- | --------------------- | --------------------- |
| 1                     | Katharina Liensberger | 21,31                 | Kristin Lysdahl        | +0,19                 | 1:0                   |
| 2                     | Michael Matt          | DNF                   | L. K. Nestvold-Haugen  | 19,62                 | 1:1                   |
| 3                     | Katharina Gallhuber   | 21,48                 | Nina Haver-Løseth      | +0,16                 | 2:1                   |
| 4                     | Marco Schwarz         | 19,92                 | Sebastian Foss Solevåg | +0,12                 | 3:1                   |

| Frankreich – Schweiz | Frankreich – Schweiz | Frankreich – Schweiz | Frankreich – Schweiz | Frankreich – Schweiz | Frankreich – Schweiz |
| #                    | Frankreich           | Zeit (s)             | Schweiz              | Zeit (s)             | Punkte               |
| -------------------- | -------------------- | -------------------- | -------------------- | -------------------- | -------------------- |
| 1                    | Adeline Baud-Mugnier | 21,64                | Denise Feierabend    | +0,28                | 1:0                  |
| 2                    | Clément Noël         | +0,11                | Ramon Zenhäusern     | 19,61                | 1:1                  |
| 3                    | Tessa Worley         | +0,19                | Wendy Holdener       | 20,97                | 1:2                  |
| 4                    | Alexis Pinturault    | DNF                  | Daniel Yule          | 20,06                | 1:3                  |

### Rennen um Platz 3
| Norwegen – Frankreich | Norwegen – Frankreich  | Norwegen – Frankreich | Norwegen – Frankreich | Norwegen – Frankreich | Norwegen – Frankreich |
| #                     | Norwegen               | Zeit (s)              | Frankreich            | Zeit (s)              | Punkte                |
| --------------------- | ---------------------- | --------------------- | --------------------- | --------------------- | --------------------- |
| 1                     | Kristin Lysdahl        | +0,19                 | Tessa Worley          | 21,29                 | 0:1                   |
| 2                     | Sebastian Foss Solevåg | 19,95                 | Alexis Pinturault     | +0,07                 | 1:1                   |
| 3                     | Nina Haver-Løseth      | +0,31                 | Adeline Baud-Mugnier  | 21,40                 | 1:2                   |
| 4                     | L. K. Nestvold-Haugen  | 19,69                 | Clément Noël          | +0,31                 | 2:2                   |

Norwegen gewinnt aufgrund der besseren Laufzeiten (41,17 s zu 41,29 s) die Bronzemedaille.

### Finale
| Österreich – Schweiz | Österreich – Schweiz  | Österreich – Schweiz | Österreich – Schweiz | Österreich – Schweiz | Österreich – Schweiz |
| #                    | Österreich            | Zeit (s)             | Schweiz              | Zeit (s)             | Punkte               |
| -------------------- | --------------------- | -------------------- | -------------------- | -------------------- | -------------------- |
| 1                    | Katharina Liensberger | 21,21                | Denise Feierabend    | +0,31                | 1:0                  |
| 2                    | Michael Matt          | DSQ                  | Ramon Zenhäusern     | 19,46                | 1:1                  |
| 3                    | Katharina Gallhuber   | +0,10                | Wendy Holdener       | 21,24                | 1:2                  |
| 4                    | Marco Schwarz         | DNF                  | Daniel Yule          | 20,10                | 1:3                  |